# Norman Uprichard
William Norman McCourt Uprichard (* 20. April 1928 in Lurgan, Nordirland; † 31. Januar 2011 in Brighton) war ein nordirischer Fußballtorhüter.

## Laufbahn

### Verein
Norman Uprichard begann seine Karriere bei Glenavon und kam 1948 über eine Zwischenstation bei Lisburn Distillery für eine Ablösesumme von £ 1.500  zum FC Arsenal. Beim englischen Spitzenclub war er nur Nummer 3 hinter George Swindin und Ted Platt und kam daher nie zum Einsatz.
Erst nach dem Wechsel zu Swindon Town wurde er wieder zur Nummer 1. Nach drei Jahren bei Swindon wechselte er zum FC Portsmouth. Hier machte er in sieben Jahren fast 200 Spiele.
Mit 29 Jahren wechselte er dann für ein Jahr zu Southend United. Es folgten Engagements bei Hastings United und Ramsgate Athletic.

### Nationalmannschaft
Norman Uprichard machte 1951 sein erstes Spiel für die nordirische Nationalmannschaft gegen Schottland. Bei der WM 1958 kam er im entscheidenden Spiel gegen die Tschechoslowakei zum Einsatz und sicherte seiner Mannschaft trotz einer gebrochenen Hand und einer Knöchelverletzung den Einzug ins Viertelfinale. Insgesamt lief  Uprichard 18 mal für Nordirland auf. Meist stand er allerdings im Schatten von Harry Gregg. Sein letztes Spiel (1958) machte er, wie schon sein erstes, gegen Schottland.